# پینو دآستی
پینو دآستی (به ایتالیایی: Pino d'Asti) یک کومونه در ایتالیا است که در استان آسته واقع شده‌است. پینو دآستی ۴٫۱ کیلومتر مربع مساحت و ۲۲۵ نفر جمعیت دارد.